# サンチョ・デ・アルブルケルケ
サンチョ・デ・アルブルケルケ（Sancho de Alburquerque, 1342年 - 1375年）は、カスティーリャの王族。アルブルケルケ伯。サンチョ・デ・カスティーリャ（Sancho de Castilla）とも呼ばれた。
カスティーリャ王アルフォンソ11世と愛妾レオノール・デ・グスマンの第9子として、セビリャで生まれた。同母兄にエンリケ2世とファドリケがいる。兄たちとともに、異母兄ペドロ1世に対して反乱を起こした（第一次カスティーリャ継承戦争）。
1373年、ポルトガル王ペドロ1世と愛妾イネス・デ・カストロの庶子ベアトリスと結婚し、フェルナンド・サンチェス、レオノール（アラゴン王フェルナンド1世妃）の2子をもうけた。